# Dowódca brygady
Dowódca brygady – oficer stojący na czele brygady. Posiada określone prawa (wydawanie rozkazów oraz nadzór nad ich wykonawstwem). Jest organizatorem działań bojowych brygady oraz dowodzi nią w czasie ich trwania.
Dowódca brygady to również stanowisko etatowe w armii.

## Uprawnienia i odpowiedzialność
Dowódca brygady sprawuje władzę na mocy mianowania. Wywodzi się ona z prawa i uregulowań wojskowych i jest ona połączona z akceptacją jego odpowiedzialności, która nie może być przekazywana. Dowódca wydaje rozkazy i instrukcje zarówno przed i w czasie działań. Rozkazy powinny być wydawane na piśmie, często potwierdzane w formie pisemnej.

Główne zadania dowódcy w czasie walki:
- znajomość zamiaru działania przełożonego
- przewidywanie rozwoju sytuacji
- podejmowanie decyzji
- określanie zadań dla podwładnych
- podział sił i środków do wykonania zadań
- dowodzenie podległymi siłami
- utrzymanie zdolności bojowej
- motywowanie podwładnych
- przywództwo

## Uprawnienia dyscyplinarne dowódcy brygady
1994
- upomnienie
- nagana
- nagana w rozkazie,
- zakaz opuszczania miejsca zakwaterowania
  - szeregowym - do dwudziestu ośmiu dni,
  - podoficerom - do dwudziestu jeden dni,
- pozbawienie wyróżniającego tytułu i odznaki wzorowego żołnierza,
- areszt:
  - szeregowym - do czternastu dni,
  - podoficerom - do dziesięciu dni,
- ostrzeżenie o niepełnej przydatności na zajmowanym stanowisku
- wyznaczenie na niższe stanowisko służbowe,
- obniżenie stopnia wojskowego,
- wydalenie ze służby wojskowej pełnionej w charakterze kandydata na żołnierza zawodowego,
- pozbawienie posiadanego stopnia wojskowego.